# Night Visit
Night Visit är det norska black metal-bandet Ancients sjätte studioalbum, utgivet 2004 av skivbolaget Metal Blade Records.

## Låtlista
1. "Envision the Beast" – 6:50
2. "Rape the Children of Abel" – 5:25
3. "Horroble" – 3:51
4. "Night Visit" – 5:07
5. "Lycanthrophy" – 4:38
6. "Night of the Stygian Souls" – 5:42
7. "Fuel the Flames" – 4:47
8. "The Truth Unveiled" – 7:40

Bonusspår
1. "The Arctic Mirage" (instrumental) – 2:34
2. "Out in the Haunted Woods" (instrumental) – 3:08

- Text: GroM (spår 1, 7), Aphazel (spår 4, 6, 8), Kaiaphas (spår 2), Jesus Christ ! (spår 3, 5)
- Musik: Aphazel/Dhilorz/GroM (spår 1, 2, 4, 6–8), Aphazel/GroM (spår 9, 10), Jesus Christ! (spår 3, 5)

## Medverkande
Musiker (Ancient-medlemmar)
- Aphazel (Magnus Garvik) – gitarr, keyboard, sång
- GroM (Diego Meraviglia) – trummor, percussion, bakgrundssång
- Jesus Christ! (David Sciumbata) – gitarr, basgitarr, bakgrundssång
- Dhilorz (Danilo Di Lorenzo) – gitarr, basgitarr, bakgrundssång

Bidragande musiker
- Kaiaphas (Valério Costa) – sång (spår 2)
- Andrea Trapasso – keyboard
- Alex Azzali – gitarr (spår 6)
- Moonbeam (Nino Cotone) – violin (spår 1, 6)
- Neviah Luneville – sång (spår 1)
- Omega – sång (spår 10)

Produktion
- Ancient – producent
- Alex Azzali – producent, ljudtekniker, mastering
- Henrik Udd – ljudtekniker
- Fredrik Nordström – ljudmix
- GroM – omslagsdesign, omslagskonst
- Fabio Timpanaro – omslagsdesign, omslagskonst